# Hoogkerk e.o.
Hoogkerk e.o. is een wijk in Groningen. De wijk  werd als zodanig gevormd bij de nieuwe wijk- en buurtindeling van Groningen in 2014. De wijk ligt binnen het gebiedsdeel West. De grenzen van de wijk worden gevormd door de Friesestraatweg in het noorden, het  
Aduarderdiep en de Zuidwending in het westen, terwijl de A7 in het zuiden grotendeels de grens vormt. In het oosten grenst Hoogkerk e.o. aan de wijk Nieuw-West. 
De wijk bestaat uit 13 buurten: Gravenburg, Leegkerk, Zuidwending, Hoogkerk dorp, Vierverlaten, Suiker, Peizerweg, Bangeweer, Westpoort, Hoogkerk-Zuid, De Buitenhof, Kranenburg en De Kring

## Fotogalerij

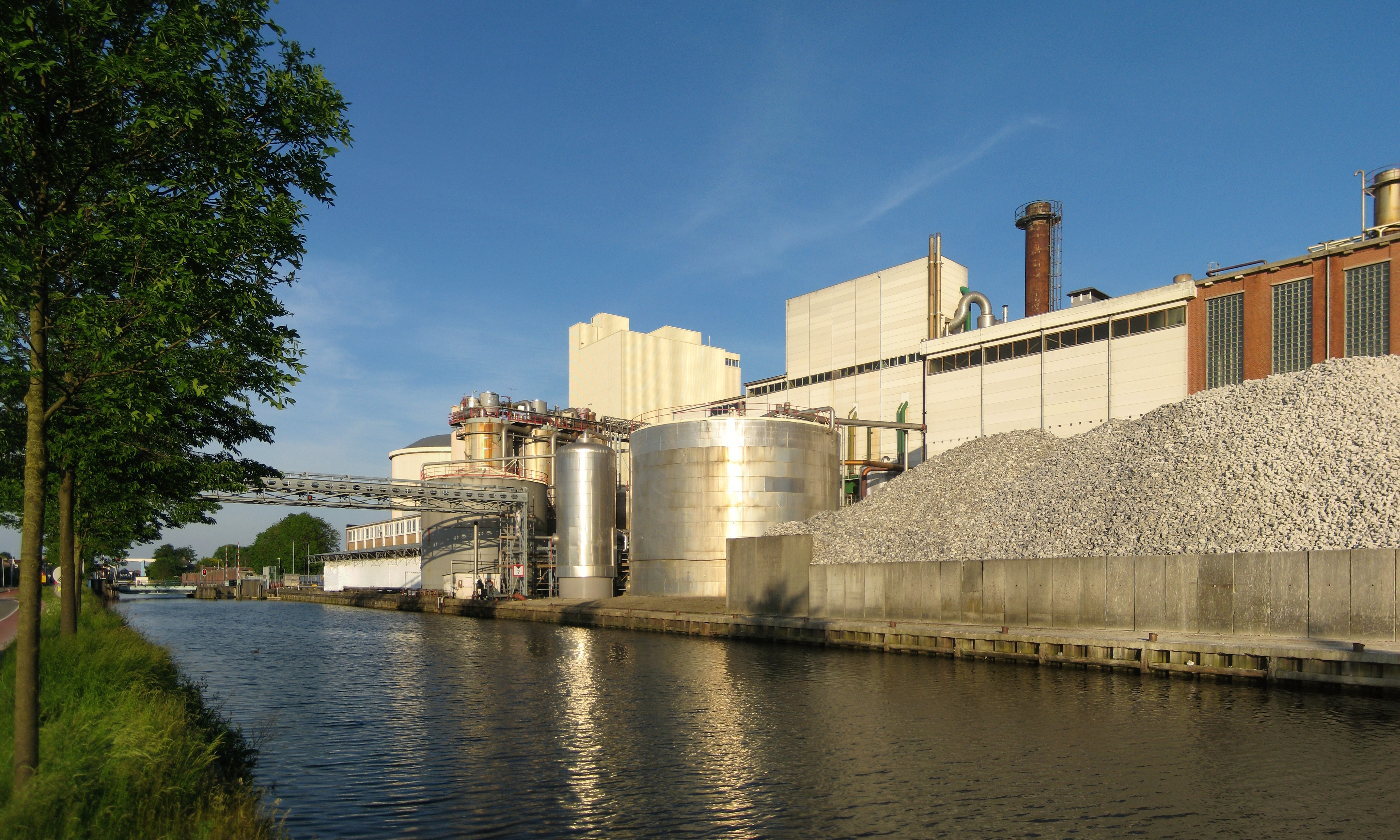
Suikerfabriek Hoogkerk
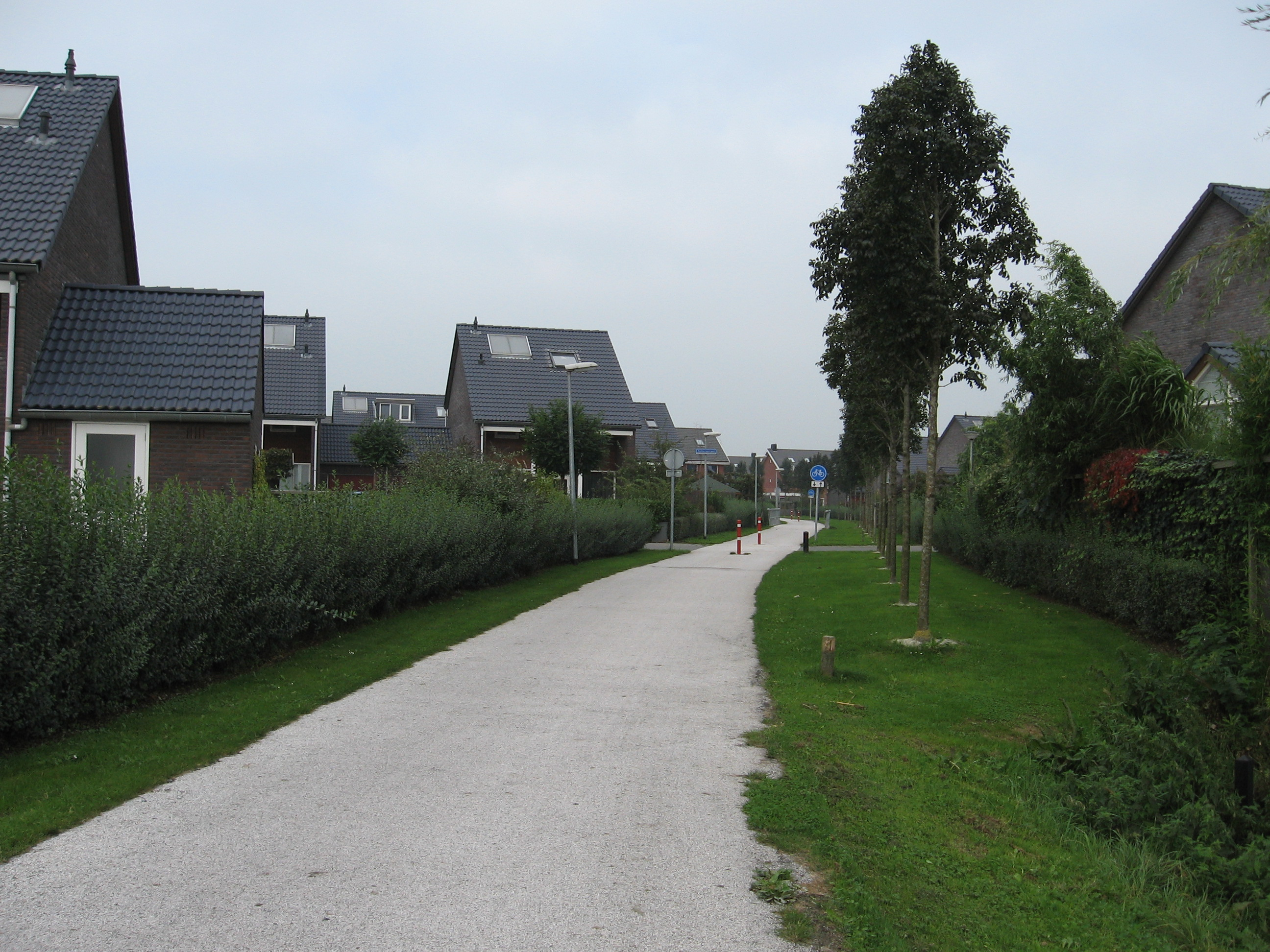
Het van Aquinopad in Gravenburg
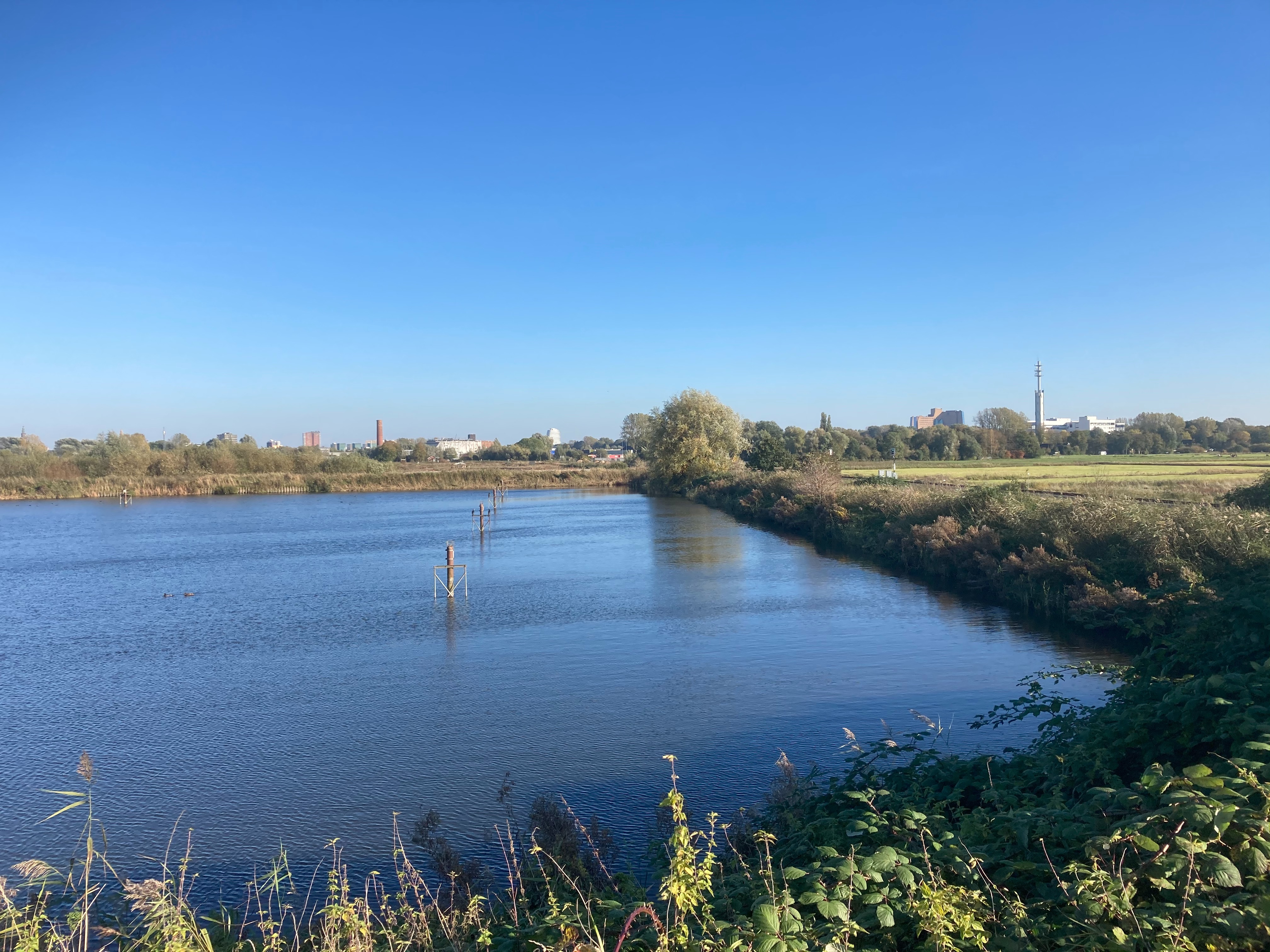
Vloeivelden voormalige Suikerfabriek Groningen, locatie toekomstige wijk Suiker
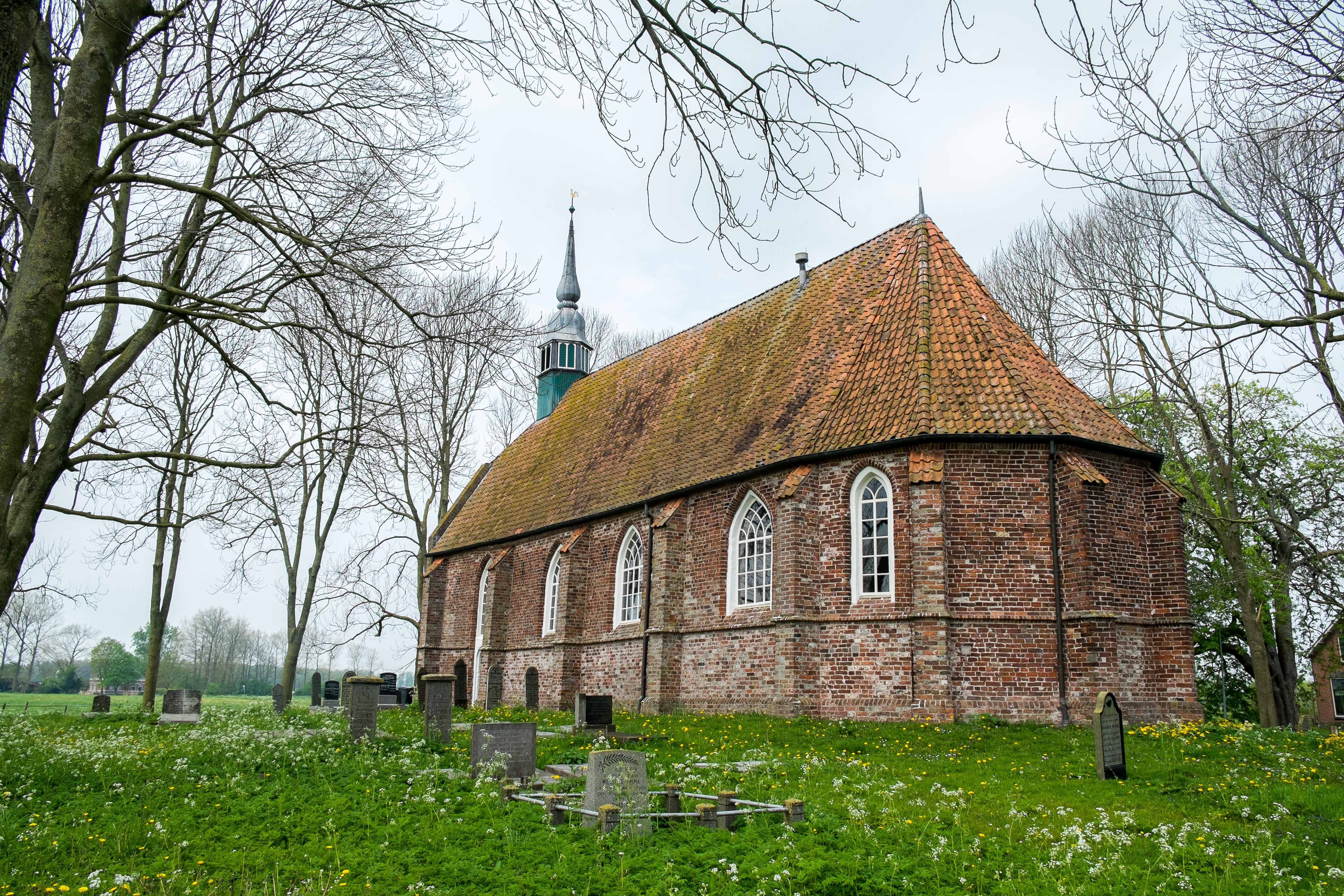
Leegkerk